# Lithosia confluens
Lithosia confluens är en fjärilsart som beskrevs av Dumont 1903. Lithosia confluens ingår i släktet Lithosia och familjen björnspinnare. Inga underarter finns listade i Catalogue of Life.